# Aurila cymbaeformis
Aurila cymbaeformis is een mosselkreeftjessoort uit de familie van de Hemicytheridae. De wetenschappelijke naam van de soort is voor het eerst geldig gepubliceerd in 1883 door Seguenza.